# 한솔고등학교 (세종)
한솔고등학교(한솔高等學校)는 대한민국 세종특별자치시 한솔동에 있는 공립 고등학교이다.

## 학교 연혁
- 2012년 3월 1일 : 한솔고등학교 개교
- 2012년 3월 1일 : 초대 김상학 교장 부임
- 2012년 3월 2일 : 제1회 입학식(입학생 101명)
- 2012년 3월 23일 : 한솔고등학교 개교식
- 2012년 8월 23일 : 자율형공립고등학교 지정
- 2014년 2월 6일 : 제1회 졸업식(졸업생 69명)
- 2017년 12월 12일 : 자율형공립고 재지정(2018~2022 5년)
- 2022년 1월 28일 : 제9회 졸업식(졸업생 204명)
- 2023년 3월 1일 : 제4대 이길재 교장 부임

## 참고 자료
- 한솔고등학교 - 한국교육학술정보원 학교알리미